# Oh! Calcutta!
Oh! Calcutta! (Oh! Calcutá! em português) é uma revista teatral de vanguarda, criada pelo crítico de teatro britânico Kenneth Tynan. O show consiste de tópicos sobre sexo e assuntos relacionados. Estreou Off-Broadway, em 1969 e depois em Londres em 1970. Ele ficou em cartaz em Londres por mais de 3.900 performances, e em Nova York, inicialmente, 1.314 performances. Avivamentos posteriores aumentaram o número, incluindo o revival da Broadway que teve 5,959 performances, tornando-se o espetáculo de revista mais longo na história da Broadway.
Em 2012, o seu revival ainda era o sétimo maior show na história da Broadway, o segundo maior avivamento, depois de Chicago, e a quarta maior produção americana na Broadway, depois de Chicago, A Chorus Line e O Rei Leão.
O show provocou uma considerável controvérsia na época, porque ele apresentava extensas cenas de nudez, tanto masculino e feminino. O título é retirado de uma pintura Clovis Trouille, por si só um trocadilho sobre "O quel'cul t as!", francês para "Que bunda você tem!".

## Produções
Tynan tinha a esperança de que Harold Pinter iria dirigir a produção, a fim de dar legitimidade para obra de vanguarda, mas Pinter recusou. Esboços foram escritos por, entre outros, o vencedor do prêmio Nobel, Samuel Beckett, John Lennon,  Sam Shepard, Leonard Melfi, Edna O'Brien, Jules Feiffer, e o próprio Tynan, e contou com um elenco nu. Pedro Schickele (aka "PDQ Bach"), Robert Dennis e Stanley Walden foram os compositores do revival, conhecidos por "A Janela Aberta". A contribuição de Beckett, Breath, foi usado como um Prólogo no original, em Nova York, mas Beckett posteriormente, retirou a permissão para seu uso.

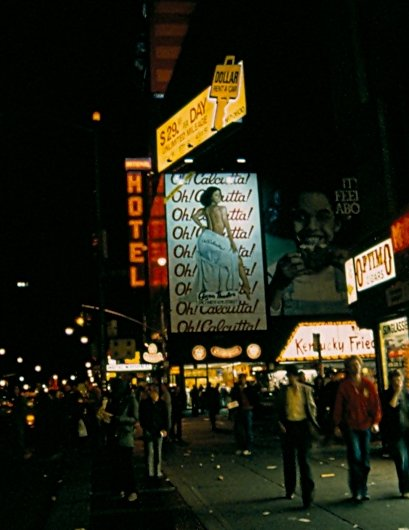
Cartaz na Broadway em 1981

O musical abriu  off-Broadway, no Teatro Éden em 21 de junho de 1969, depois transferido para o Belasco Theatre , em 17 de fevereiro de 1971, e fechado em 12 de agosto de 1972, depois de um total de 1,314 performances. Ele foi dirigido por Jacques Levy (mais tarde o parceiro de composição de Bob Dylan , em seu álbum Desire) e coreografado por Margo Sappington. O elenco incluía Raina Barrett, Marca Dempsey, Katie Chamou-Wilkinson, Boni Enten, Bill Macy, Alan Rachins, Leon Russom, Margo Sappington, Nancy Tribush e George Welbes, bem como os 3 compositores de "Janela Aberta". 
O musical estreou em Londres em 27 de julho de 1970, na The Roundhouse, e transferido para o West End, o Royalties Teatro em 30 de setembro de 1970, até  27 de janeiro de 1974. O show, em seguida, foi transferido para o Duchess Theatre em 28 de janeiro de 1974, onde ficou em cartaz até 1980, para um total de 3,918 performances. O show em Londres foi produzido por Michael White.
Um revival abriu na Broadway no Edison Teatro, em 24 de setembro de 1976, e fechou em 6 de agosto de 1989, depois de 5,959 performances, novamente dirigido e coreografado por Levy e Sappington. O revival brevemente tornou-se o maior show na Broadway história. Ele permanece uma das 10 maiores produções da Broadway e a maior revista na história da Broadway.
Uma produção pay-per-view de vídeo apareceu em circuito fechado de TV em cidades selecionadas em 1971, e foi lançado nos cinemas em 1972; em ambos os casos, muitas cidades e municípios baniram o show. Frank Herold, um editor que trabalhou no filme, faz comentários sobre isso em um post breve, em sua contribuição para o projeto do IMDB.
Uma produção em idioma espanhol, foi inaugurada em 9 de outubro de 1977, no Teatro Príncipe, em Madrid, Espanha, dirigido por Juan José Alonso Millan, que também traduziu o show.

## Sketche músicas
Nota: o musical revista foi feito na forma de  sketch (desenhos e esboços). Estes são tomadas a partir da produção para tv de 1971. Letra e música por Robert Dennis, Peter Schickele e Stanley Walden (a menos que seja indicado o contrário).

### Ato 1
Prólogo
Samuel Beckett: "Breath" (até a licença retirada pelo autor)
Taking Off the Robe
Os atores dançam e removem as suas vestes para a música de abertura ("Taking Off the Robe" (Oh! Calcutta!)).
Jack and Jill
Um menino e uma menina que acabou de conhecer estão na sua própria playland, com o menino constantemente tentando  encontrar formas de seduzir a menina que tem medo dele, porque ele é um menino. O desenho termina com a menina em coma, depois do rapaz estuprar ela. ("Jack & Jill").
A Suite of Five Letters
Uma canção de cinco letras escritas por autores anônimos sobre as suas preferências sexuais ("Suite for Five Letters"). Na verdade, eles eram cartas para o editor de vários jornais desde os tempos antigos em Londres, e mais tarde na Suite, para jornais atuais.
Dick and Jane
Uma menina tímida e obrigada a soltar-se depois que seu amor está cansado da sua rigidez. ("Dick & Jane").
Will Answer All Serious Replies
Um jovem casal começam a repensar entrar no estilo de vida swingers após uma reunião com um casal de meia-idade que respondeu os seus anúncios ("(Will Answer All) Sincere Replies").
Delicious Indignities
Uma mulher casta é pega por seu admirador, que então começa a aprender que ela não é tão casta como ele achava que ela é ("Delicious Indignities (or The Deflowering of Helen Axminster") foi escrita por Sherman Yellen).
Was It Good for You, Too?
Um homem participa de um estudo de sexo e toda a experiência acaba se transformando em uma grande farsa ("Was It Good For You Too? (Green Pants, I Like the Look)"). A cena é semelhante ao Irmãos Marx em uma instalação de pesquisa sobre sexo.

### Act 2
"Who,Whom (Exchanges of Information)" (Adicionado durante a exibição)
Life Is Over Much Too Soon
Uma seção pré-filmada, onde os atores estão nus e fazem uma dança interpretativa ("Much Too Soon"), letra e música de Jacques Levy, Dennis, Schickele, e Walden.
One on One
Outra dança interpretativa nude  ("One on One (Clarence and Mildred)").
Rock Garden
Depois que um homem vagueia sobre a pintura do muro e a construção de um jardim de rochas, seu filho fala sobre o que as meninas realmente gosta ("Rock Garden").
Four in Hand
Um recém-chegado ao jogo de masturbação não consegue pensar em nada para se masturbar ("Four in Hand"). (O primeiro rascunho deste sketch foi escrito por John Lennon.)
Finale
Os atores vêm cantar a música final e dança, também fazendo uma narração sobre o que o público do teatro estão realmente pensando sobre a experiência. Exemplos: "Ela tem lindos olhos" (uma piada sendo que todos os atores estão nus neste ponto), "Como é que nenhum dos caras tem ereção?" "Esse é o meu namorado—que é um tesão", e "Se eles mostrarem isso em Washington, Agnew iria enlouquecer!" ("Coming Together, Going Together").

## Resposta da crítica
Clive Barnes, em sua resenha de 1969 para o New York Times, escreveu que "o humor é tão obstinadamente imaturo e soporífero", acrescentando que "A falha aqui é quase exclusivamente uma falha dos roteiristas e produtores. O diretor Jacques Levy, tem feito o seu melhor com o fraco material na mão...as cenas de nudez, enquanto derivados, são atraentes o suficiente. Os melhores efeitos, incluindo o mais doce imediatamente após o intervalo, foram tomados a partir do balé Astarte de Robert Joffrey, e o show usa a mesma projeção dos designers de comunicação...Em suma, 'Ah! Calcutá!" é provável decepcionar pessoas diferentes de formas diferentes, mas a decepção é a ordem da noite".
Irving Wardle, escreveu para The Times em 1970, disse: "eu tenho visto o melhor do teatro de revista que é Oh! Calcutá! mas nenhum com base em ideias que me parecem mais simpática. Ou seja, que o normal corpo humano é um objeto que chama a atenção, e que não há nenhuma razão para o tratamento do sexo público não deva ser estendido para levar, não só lirismo e emoção das pessoas, mas também piadas pesadas." Ele observou que o gozo e a falta de vergonha do elenco ajudou o público a aceitar os mais insignificantes elementos da análise do material e que os cenários, as projeções em vídeo exibiu consideravelmente os números de dança, concluindo: "Em muitas maneiras, ele é um show medonho: mal escrito, juvenil, e em busca de atenção. Mas não é uma ameaça".

### Alegações de obscenidade
A produção de 1970 em Roundhouse, em Londres, atraiu a atenção do Departamento de Obscenidades da Polícia Metropolitana, que enviou dois funcionários para uma prévia do show. Um dos oficiais voltou duas vezes antes de recomendar uma prescrição sobre o  1968 Theatres Act para obscenidade. O Diretor do Ministério Público enviou o seu painel de especialistas, incluindo dois aposentados – para ver a produção da Roundhouse e o seu julgamento foi que não era obsceno e permitiu a transferência para o West End de Londres.